# Nicolaus Otto
Nicolaus August Otto, född 14 juni 1832 i Holzhausen an der Haide, död 28 januari 1891 i Köln, var en tysk uppfinnare, mest känd som upphovsman till den första motorn med intern förbränning i en cylinder med kolv, den så kallade ottomotorn, som fortfarande är den dominerande motorn i världen. Upphovsrätten har under senare år tillskrivits andra uppfinnare.
Han började experimentera med gasmotorer tillsammans med två vänner 1864, då de bildade företaget N A Otto & Cie. Företaget finns fortfarande, nu under namnet Deutz AG. Tillsammans med Eugen Langen tillverkade Otto från maj 1867 en motor med en verkningsgrad på 11 %, vilket var ett steg framåt i motorutvecklingen. Motorn såldes i omkring 5 000 exemplar.
Fem år senare kom Gottlieb Daimler och Wilhelm Maybach till företaget, och tillsammans med dessa utvecklade han den bensindrivna fyrtaktsmotorn, även kallad Ottomotor, som de presenterade 1876 och tog patent på året efter. Takten, första gången beskriven 1867 av Otto, är en upp- eller nedåtgående rörelse hos en kolv i en cylinder. Fyrtaktsmotorn arbetar i fyra moment, takter:
1. ner "insugstakten": bensin och luft sugs in i förbränningrummet ovanför kolven.
2. upp "kompressionstakten": kolven komprimerar blandningen.
3. ner "förbränningstakten": blandningen antänds med gnista från tändstift.
4. upp "avgastakten" - släpper ut avgaserna från cylindern.

Idén till motorn hade framlagts av fransmannen Alphonse Beau de Rochas i ett patent 1862 och när det patentet återupptäcktes 1884 ledde detta till att Ottos patent blev ogiltigförklarat i Tyskland.
Senare forskning visar att de italienska uppfinnarna Eugenio Barsanti och Felice Matteucci patenterade den första funktionella motorn med intern förbränning redan 1854 i London (patent 1872). Ottomotorn uppvisar klara likheter med italienarnas motor. Oberoende av de övriga fick Carl Benz 1879 patent på en egen fyrtaktsmotor som han satte i en trehjulig bil, vilken han också fick patent på. 
1926 slogs Carl Benz och Gottlieb Daimlers företag ihop till Mercedes-Benz.